# James Ewell Brown Stuart
James Ewell Brown Stuart (ur. 6 lutego 1833 w Laurel Hill Farm, zm. 12 maja 1864 w Richmond) – amerykański generał, dowódca kawalerii Skonfederowanych Stanów Ameryki podczas wojny secesyjnej. Od pierwszych liter imion nazywano go Jeb.

## Rodzina i edukacja
Syn Archibalda Stuarta i Elizabeth Stuart (z domu Pannill). Urodził się na rodzinnej plantacji Laurel Hill, położonej blisko granicy Wirginii i Karoliny Północnej. Był ósmym z jedenaściorga dzieci i najstarszym spośród pięciu synów, którzy dożyli wieku dojrzałego. Jego ojciec, weteran wojny 1812, zajmował się adwokaturą i polityką. Przez pewien czas zasiadał w zgromadzeniu stanowym Wirginii oraz w Izbie Reprezentantów. Natomiast matka Jeba była osobą bardzo religijną, zarazem mającą zmysł do interesów.
Do czternastego wieku życia edukacją Jeba zajmowała się w domu matka i prywatni nauczyciele. Następnie został posłany do szkoły w Jacksonville, a potem trafił do Emory and Henry College. W 1850 wstąpił do Akademii Wojskowej w West Point. Jak niekiedy się przyjmuje, nauka nie szła mu tam najlepiej. Opinia ta nie do końca jest słuszna. Stuart ukończył akademię z lokatą trzynastą na czterdziestu sześciu kadetów, a z przedmiotu taktyka kawalerii był dziesiąty. Z kolei z inżynierii zajął miejsce dwudzieste dziewiąte, co wynikało z braku uzdolnień w dziedzinie rysunku technicznego. Można nadmienić, że koledzy w akademii obdarzyli go dwoma żartobliwymi przezwiskami – „Piękniś” (Beauty) oraz „Klasowy człowiek od Biblii” (Bible class man). Pierwszy z nich odnosił się do przystojnej postawy, a drugi głębokiej religijności, zaszczepionej przez matkę.

## W armii USA
Po ukończeniu West Point Stuart rozpoczął służbę w pułku strzelców konnych w Teksasu, w stopniu podporucznika. Dość szybko został przeniesiony do 1 pułku kawalerii i mianowany porucznikiem. Jednostka ta, podobnie jak inne oddziały kawalerii, stacjonowała na pograniczu indiańskim, w forcie Leavenworth, na terytorium Kansas. W 1856 Stuart brał udział w tłumieniu brutalnych walk między zwolennikami a przeciwnikami niewolnictwa, do jakich doszło na tym obszarze (tzw. Bleeding Kansas). Latem następnego roku walczył z Szejenami pod komendą generała Edwina Sumnera. Właśnie wtedy, podczas bitwy w dolinie rzeki Solomon (29 lipca 1857), odniósł ranę – kula pistoletowa trafiła go w pierś. Nie przeszkodziło mu to w dalszej służbie. W 1859, jako adiutant pułkownika Roberta E. Lee (komendanta West Point za czasów nauki Stuarta, z rodziną którego był zaprzyjaźniony), brał udział w pościgu za Johnem Brownem. Ten fanatyczny abolicjonista usiłował wzniecić w Wirginii powstanie czarnych niewolników i w tym celu opanował arsenał w Harper’s Ferry. Gdy żołnierze i lokalna milicja otoczyli budynek w którym zabarykadował się Brown i jego ludzie, Jeb został wysłany by wezwać ich do poddania się (18 października 1859). Nie dało to jednak pożądanego rezultatu i żołnierze (wśród nich Stuart) zaatakowali budynek. Szturm zakończył się pojmaniem pozostałych przy życiu abolicjonistów, wśród nich Browna, który został potem osądzony i stracony.

## Życie prywatne
W 1855 Stuart poznał Florę Cook, córkę dowódcy 2 pułku dragonów US, podpułkownika Philipa Cooke’a. W sierpniu tego samego roku nastąpiły zaręczyny. Skromny ślub miał miejsce 14 listopada, w dość niewielkim gronie świadków (co związane było ze śmiercią ojca Stuarta, 20 września). Z tego związku urodziło się dwoje dzieci: syn, J.E.B. junior i córka, Virginia.

## Wojna secesyjna

### Pierwsze walki
Po wybuchu wojny secesyjnej Jeb Stuart został awansowany na kapitana (22 kwietnia 1861). Opuścił jednak armię i udał się do stolicy rodzinnego stanu, Richmond. Postanowił opowiedzieć się po stronie secesjonistów i 14 maja złożył dymisję z armii federalnej. W 10 dni później zaciągnął się do armii Stanów Skonfederowanych Ameryki. Trafił na front wschodni wojny, na którym walczył do śmierci.

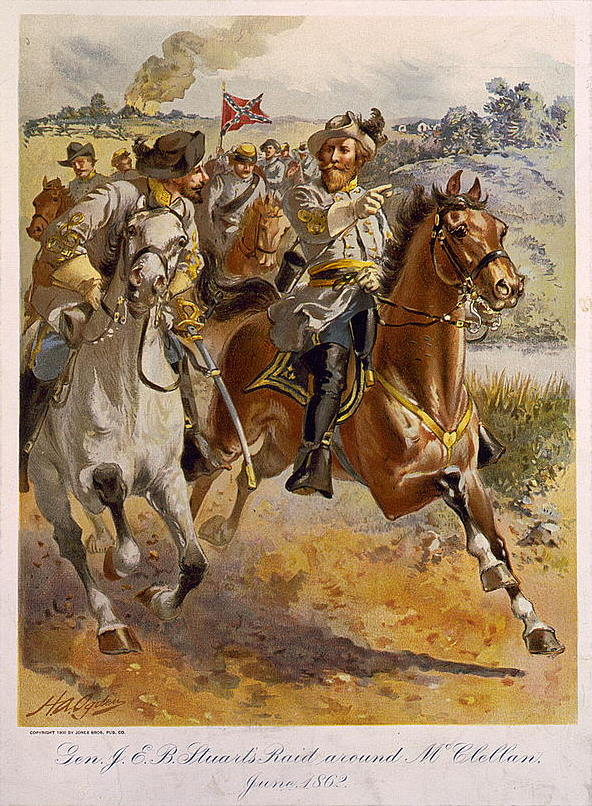
Słynny rajd Stuarta wokół Armii Potomaku generała George’a McClellana, czerwiec 1862

Początkowo został mianowany podpułkownikiem w pułku piechoty z Wirginii. Jednak dowódca pod komendą którego miał służyć, pułkownik Thomas J. Jackson (później znany jako Stonewall), zignorował jego przydział i mianował go dowódcą wszystkich jednostek kawalerii w tzw. Armii Shenandoah. Po dwóch miesiącach służby w dolinie rzeki Shenandoah, został mianowany pułkownikiem. (16 lipca). Ten szybki awans wynikał z faktu, iż był już wyszkolonym oficerem. Na czele 1 pułku kawalerii z Wirginii walczył w I bitwie nad Bull Run (21 lipca 1861). W nagrodę za skuteczny pościg awansowany został na generała brygady (24 września).
Pierwszą samodzielną potyczkę stoczył 20 grudnia pod Dranesville. W walce stracił 230 ludzi, natomiast Jankesi tylko 71. Naprawdę Stuart błysnął w następnym roku, podczas kampanii półwyspowej. Wtedy to, przed bitwą siedmiodniową (25 czerwca – 1 lipca 1862), na czele swojej brygady (1000 ludzi) objechał wokół Armię Potomaku generała George’a McClellana. Działając na tyłach wroga przez 3 dni, przy niewielkich stratach własnych, niszczył jego tabory i brał jeńców, zdobywając informacje o rozmieszczeniu wojsk Unii. W uznaniu zasług czekał go kolejny awans: tym razem na generała majora (25 lipca 1862). Powierzono mu dowództwo dywizji kawalerii. Jak pokazały następne kampanie Stuart uczynił ją „oczami i uszami” Armii Północnej Wirginii generała Lee.

### Sława kawalerzysty
Odważny i uparty w realizacji przyjętych celów młody generał major szybko stał się postacią słynną na Południu. Jego rajdy miały duży wpływ na morale konfederatów, umacniając popularne przekonanie, iż ich kawaleria jest niepokonana. Popularność (także wśród kobiet) o która Stuart zabiegał, zapewniały nie tylko wojenne wyczyny (znane opinii publicznej choćby z jego własnych raportów publikowanych w prasie), ale i pełen fantazji, zawadiacki, sposób bycia. Podczas jednego z rajdów (w grudniu 1862), gdy zajął jankeską stację telegraficzną i wysłał stamtąd do kwatermistrzostwa armii Unii w Waszyngtonie, zażalenie na złą jakość koni federalnych, które zdobywał do tej pory. Stuart na polu walki wyróżniał się także oryginalnymi elementami stroju: żółtą szarfą, czerwonym kwiatem w klapie, kapeluszem przyozdobionym pawim piórem. Nazywany był Beau Sabreur of the Confederacy, „pięknym szermierzem Konfederacji”.

#### Kolejne sukcesy... i pierwsze porażki
Lipiec 1862 przyniósł kolejny rajd Stuarta, tym razem za rzekę Rapidan. W jego trakcie omal nie dostał się on do niewoli, lecz później zdołał zdobyć kwaterę generała Johna Pope’a (dowodzącego federalną Armią Wirginii) w Catlett’s Station. W ręce Stuarta dostało się nie tylko 300 jeńców oraz paradny mundur Pope’a, ale również jego pisemne rozkazy. Dzięki ich poznaniu konfederaci zwyciężyli w II bitwie nad Bull Run (29–30 lipca). Z kolei po bitwie nad Antietam Creeck (16 września) Stuart ponownie objechał wokół Armię Potomaku. W końcu 1862 roku sukcesem zakończył się jego rajd na północ od rzeki Rappahannock. Wtargnął wtedy do Pensylwanii i zadał przeciwnikowi straty w wysokości 230 ludzi, tracąc przy tym jedynie 27 podkomendnych. Później walczył pod Fredericksburgiem.

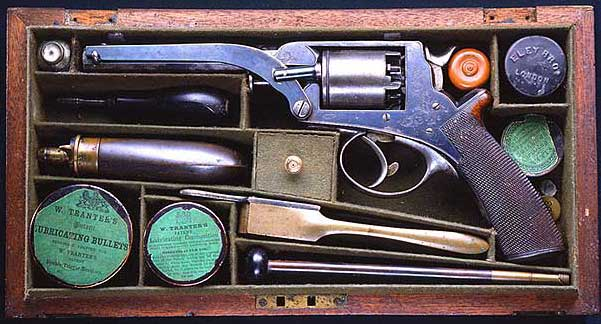
Rewolwer Tranter należący do generała Stuarta ofiarowany mu przez jego towarzysza broni i przyjaciela Herosa von Borcke

Podczas kolejnego starcia z Armią Potomaku, bitwy pod Chancellorsville (2–4 maja 1863), Stuart spisał się znakomicie. Przekazywał Lee dokładne informacje o posunięciach wojsk generała Josepha Hookera i wykrył ich odsłoniętą prawą flankę. Następnie jego kawaleria skutecznie osłoniła przemarsz oddziałów generała Jacksona, które obeszły armię federalną i uderzyły na jej prawe skrzydło. W nocy z 2 na 3 maja, po zranieniu Jacksona i generała Ambrose’a P. Hilla, Stuart objął dowództwo II Korpusu. Mimo braku doświadczenia w dowodzeniu piechotą (był w końcu kawalerzystą), zdołał przygotować podległe mu dywizje do kontynuowania natarcia. W ciągu dnia z determinacją prowadził je do kolejnych ataków na silne pozycje Jankesów. Podtrzymywał przy tym morale podkomendnych swoją częstą obecnością na pierwszej linii i odważną postawą w obliczu wroga. Ostatecznie bitwa zakończyła się zwycięstwem konfederatów.
Kampania w lecie 1863, jak się okazało, nie była dla Stuarta tak pomyślna. Na początku czerwca jego kawaleria osłaniała piechotę Armii Północnej Wirginii maszerującą do doliny Shenandoah. 8 czerwca doszło do starcia z federalną jazdą pod Fleetwood. Tego samego dnia generał major zorganizował rewię kawaleryjską pod Brandy Station. W obecności licznych widzów poprowadził szarżę na baterię armat, strzelających ślepą amunicją, wzbudzając poklask obecnych. Jednak o świcie następnego dnia na obozowisko zmęczonych i niczego nie spodziewających się konfederatów, uderzył Korpus Kawalerii Armii Potomaku pod dowództwem generała Alfreda Pleasontona (notabene kolegi Stuarta z West Point). Po całodniowym boju federalni wycofali się za rzekę Rappahannock, ale odtąd Jeb Stuart pragnął odwetu i wzięcia do niewoli Pleasontona.
Po wejściu do Pensylwanii kawaleria południowa pod jego dowództwem, miała ochraniać prawe skrzydło idącego na czele armii II Korpusu generała Richarda S. Ewella i jednocześnie rozpoznawać ruchy Jankesów. Jednak rozkazy Lee dla niego były sformułowany bardzo ogólnie, czy wręcz enigmatycznie. Na ich podstawie Stuart, z 3 brygadami, rozpoczął (25 czerwca) kolejny rajd na tyły wroga. Ale tym razem Armia Potomaku była rozciągnięta na bardzo szerokim froncie, przez co konfederaci w ciągu 3 dni, nie zdołali objechać jej wokół i dołączyć do swej armii, tylko trafili na przedmieścia Waszyngtonu. Jeb stracił kontakt z Lee i nie mógł przekazywać mu żadnych informacji o posunięciach przeciwnika. Utrudniło to koncentrację Armii Północnej Wirginii, która przez pewien czas maszerowała na „ślepo”, i miało wpływ na wynik bitwy pod Gettysburgiem.
Tymczasem Stuart spod Waszyngtonu skierował się w stronę Baltimore, a następnie dotarł do Westminster, szukając korpusu Ewella, z którym miał utrzymywać kontakt. Kawaleria federalna zepchnęła go na Hanover, a potem na York. Stamtąd ruszył na Carlisle, gdzie znalazł go goniec wysłany przez Lee. Stuart pośpieszył pod Gettysburg, lecz dotarł tam dopiero w nocy 2 lipca. Dowódca Armii Północnej Wirginii powitał go krótko: A więc, generale Stuart, jest pan tu nareszcie. Następnego dnia, wraz z 4 brygadami usiłował (w tym samym czasie gdy piechota przygotowywała się do ataku na centrum wojsk Unii) wyjść na tyły Armii Potomaku, lecz został odparty przez kawalerię generałów Davida McM. Gregga i George’a A. Custera.

### Ostatnie walki

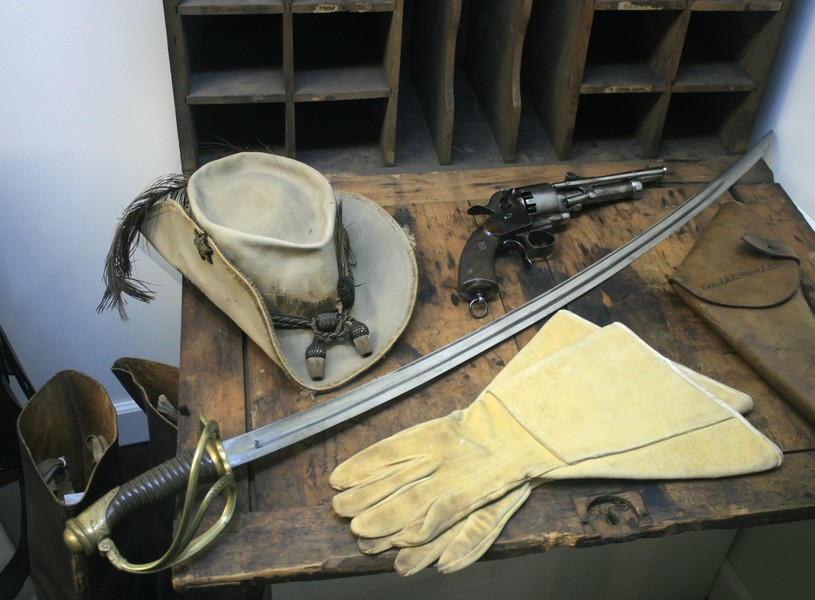
Kapelusz, rękawice, rewolwer LeMat oraz szabla generała

W dwa miesiące po bitwie gettysburskiej (9 września), w związku z reorganizacją armii, Stuart otrzymał dowództwo Korpusu Kawalerii. Nie został jednak awansowany do stopnia generała porucznika (tak stopień nosili inni dowódcy korpusów), co bywa interpretowane jako wyraz nagany za jego wcześniejsze działanie. Wiosną następnego roku Stuart walczył z nacierającymi na Richmond wojskami federalnymi pod dowództwem generała Granta. Znakomicie radził sobie podczas wstępnych walk poprzedzających bitwy w Wilderness i pod Spotsylvanią. Następnie musiał zmierzyć się z odparciem rajdu federalnej kawalerii generała Philipa Sheridana na Richmond. 11 maja 1864 roku stoczył ostatnią bitwę – pod Yellow Tavern, gdzie zwyciężyli Jankesi. W trakcie walki, gdy Stuart zajmował stanowisko przy konfederackiej baterii artylerii, jeden z szarżujących na nią żołnierzy federalnych, John Huff (z 5. pułku kawalerii z Michigan) dostrzegł go i strzelił ze swojego rewolweru Colt. Kula trafiła dowódcę południowej jazdy w podbrzusze. Oficerowie zabrali go z pola bitwy, a ten mimo ranny, starał się zachęcić swoich podkomendnych do dalszej walki.
Ambulans z rannym generałem, musiał jechać do Richmond okrężną drogą, z racji krążącej po okolicy federalnej kawalerii. Późnym wieczorem umieszczono go w domu jego szwagra doktora Charlesa Brewera. Lekarze nie zdołali już mu pomóc. Zmarł następnego dnia, o godzinie 19.38. Ostatnie słowa kawalerzysty brzmiały: Jestem pogodzony, niech się wypełni wola Boga. (I am resigned; God’s will be done.). Pogrzeb odbył się 13 maja w kościele St. James, w obecności prezydenta Konfederacji Jeffersona Davisa. Stuarta pochowano na cmentarzu Hollywood. Jego żona Flora, do końca życia pozostała w żałobie.

## Pamięć o Stuarcie

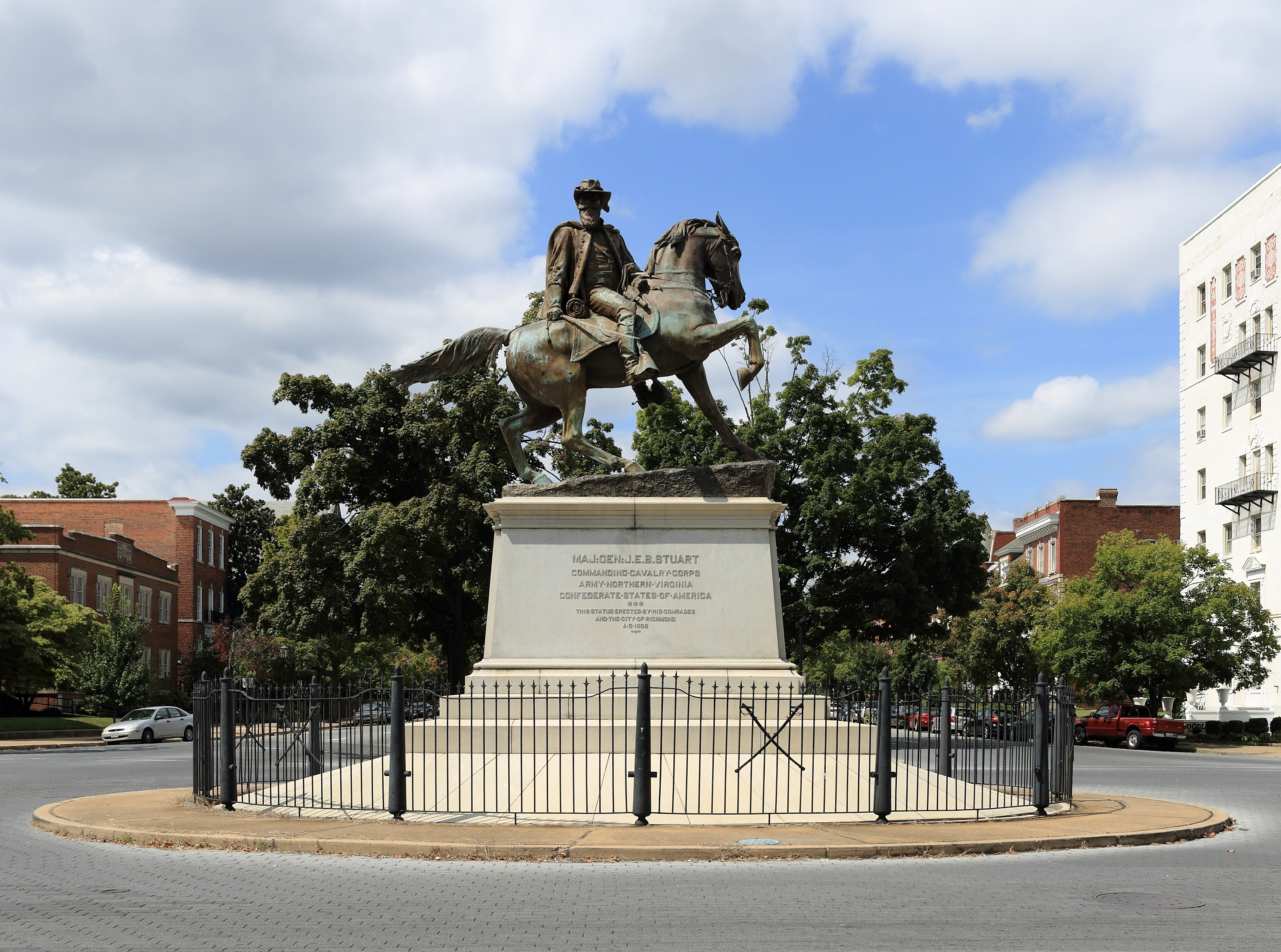
Pomnik Stuarta w Richmond

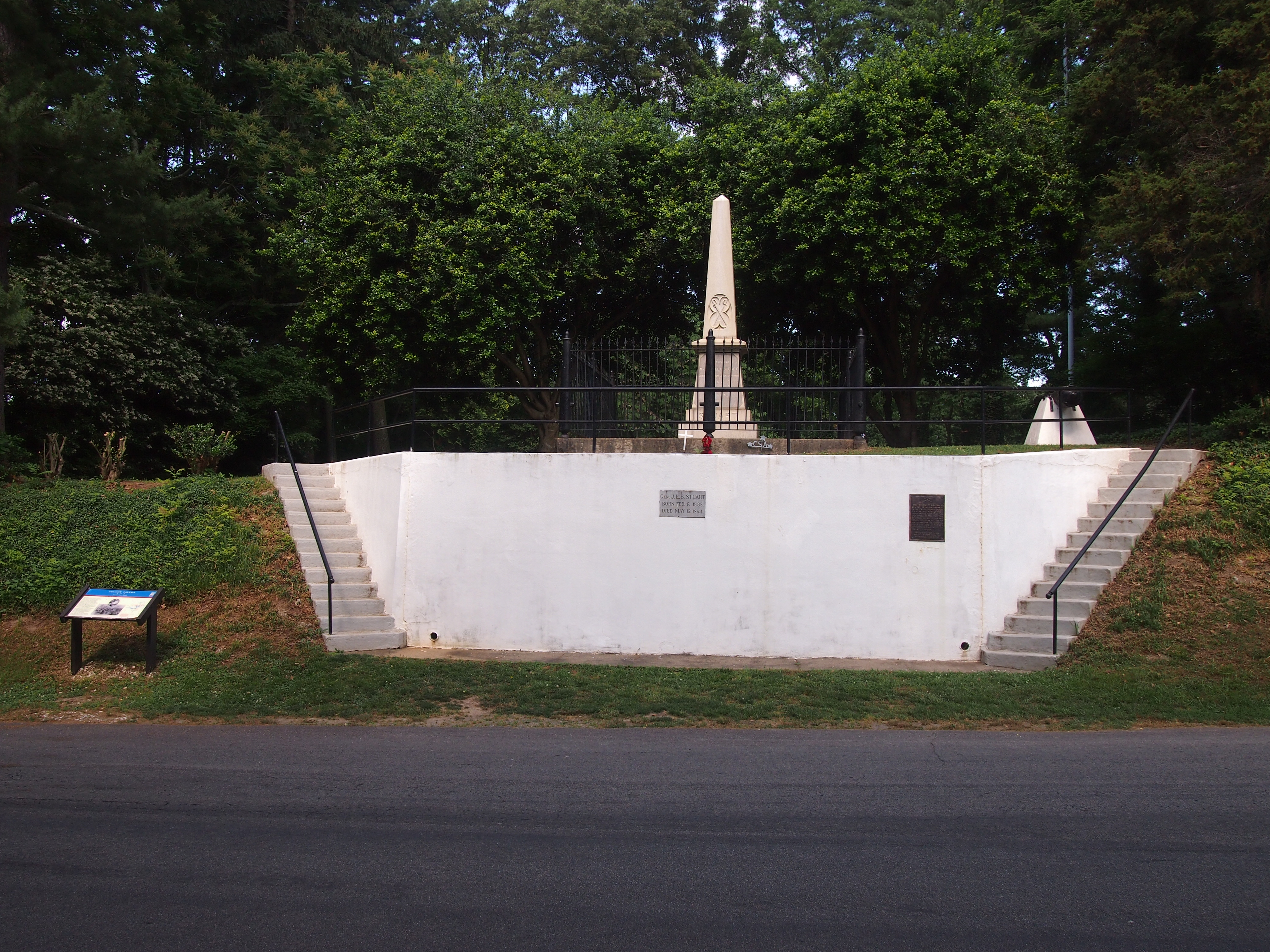
Obelisk Stuarta upamiętniający jego śmierć w bitwie pod Yellow Tavern

Śmierć tego znakomitego kawalerzysty wzbudziła powszechny żal na Południu. Jak wspominał o nim generał Lee: Nigdy nie przywiózł mi ani jednej fałszywej informacji. Kiedy myślę o nim, zbiera mi się na płacz.
Postać Stuarta, legendy Konfederacji tak jak Stonewall Jackson, upamiętnia odsłonięty w 1907 roku w Richmond pomnik. Jest on także patronem szkoły w Falls Church. Jego nazwisko nosi czołg z II wojny światowej – M3/M5 Stuart, oraz współczesny okręt pomocniczy US Navy, USNS Jeb Stuart (T-AK-9204).
W westernie Szlak do Santa Fe z 1940 roku Stuarta, jako świeżo upieczonego porucznika, zagrał Errol Flynn. Postać dowódcy konfederackiej kawalerii pojawia się również w dwóch filmach historycznych o wojnie secesyjnej – Gettysburgu (1993) i Generałach (2003). W obu Stuarta zagrał Joseph Fuqua.

## W kulturze
- 1961 r. DC Comics wydało zeszyt pt. Haunted Tank należący do serii komiksowej G.I. Combat. Jedną z postaci jest duch generała Jamesa Stuarta prowadzący czołg M3/M5 Stuart (pojazd nie jest częścią świata astralnego).
- Początek odcinka 44. pt. Menace of the Madniks! serialu Batman: Odważni i bezwzględni nawiązuje do Haunted Tank.